# The Gone Jackals
The Gone Jackals war eine Hard-Rock-Band aus dem kalifornischen San Francisco. Sie erreichte einen relativ hohen Bekanntheitsgrad, als sie Teile des Soundtracks für das Computerspiel Vollgas der Firma LucasArts produzierten. Diese Songs finden sich auf ihrem zweiten Studioalbum Bone to Pick.

## Diskografie
- 1990: Out and About with the Gone Jackals (ConTon Music)
- 1995: Bone to Pick (BlueBlack)
- 1998: Blue Pyramid (BlueBlack)